# Skupina islamskega džihada
Skupina islamskega džihada (arabsko Jama'at al-Jihad al-Islami, tudi Egiptovski islamski džihad) je egiptovska islamska radikalna teroristična skupina, ki je aktivna od 70. let 20. stletja. Zaradi sodelovanja z Al Kaido so OZN na skupino uvedle svetovni embargo.

## Delovanje
Najbolj znana akcija te skupine je bil atentat na egiptovskega predsednika Anwarja Sadata, ki ga je izvedel del te skupine pod vodstvom Khalida Islambulija.